# Saison 1967-1968 de la Jeunesse sportive de Kabylie
Maillots
Chronologie
Saison précédente Saison suivante
Cet article traite de la saison 1967-1968 de la Jeunesse sportive de Kabylie. Les matchs se déroulent essentiellement en Division Honneur soit sa dernière saison dans cette division; mais aussi en Coupe d'Algérie.
Il s'agit de sa sixième saison depuis l'indépendance de l'Algérie, soit sa seizième saison sportive si l'on prend en compte les dix précédentes qui eurent lieu durant l'époque coloniale.

## Effectif du club
Effectif des joueurs de la Jeunesse sportive de Kabylie lors de la saison 1967-1968.

## Championnat d'Algérie 1967-1968: Division Honneur, Groupe Centre

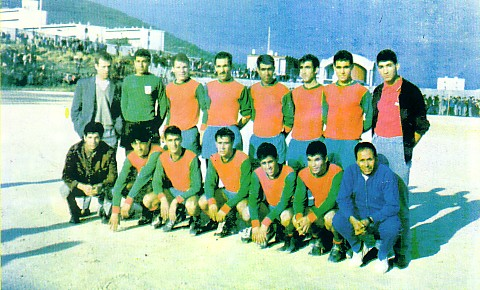
Équipe de la JSK qui accéda en National II, la photo fut prise le 12 mai 1968, lors du dernier match de championnat de la Division Honneur Centre contre le Hydra AC gagné 3-0

L'entraîneur de la saison passée Defnoun quitte la JS Kabylie après une saison seulement passé au club, avec tout de même un bilan honorable marqué par cette deuxième place au classement. Le poste d'entraîneur étant vacant, Omar Bouzar dirigeant de la section football sollicite les services d'Ali Benfadah ex international algérien. Ce dernier venait de mettre un terme à sa carrière de footballeur professionnel, après une dernière saison avec le MC Alger, dont il était entraîneur-joueur. Après une entrevue avec le président du club Abtouche Mansour, Defnoun accepte de prendre la charge d'entraîneur de la JSK à condition d'en être également l'un des joueurs. Ainsi Benfadah, attaquant de métier, fait donc partie de l'effectif, au côté des huit autres attaquants de l'équipe.  S'il y a bien un homme que l'on ne doit pas omettre de citer dans l'histoire de ce club, c'est bien lui.
Sa tactique diffère de son prédécesseur et opte pour le style le moins usité à l'époque en Algérie à savoir une défense en ligne, et un jeu en contre-attaque. Connaissant bien les joueurs qui sont issus de la section junior qui concourra lors de la saison 1963-1964, il fit descendre le milieu Karamani au poste d'arrière central afin de densifier le physique de la défense qui prenait trop de buts et fit également confiance au jeune Driss El Kolli au poste de meneur de jeu. Ce choix tactique s'avérera payant car l'équipe sera celle qui encaissera le moins de buts  mais également celle qui en marquera le plus au cours de la saison. 

### Calendrier de la Division Honneur Centre (1967-1968)
Comme la saison précédente, le Groupe Centre de la Division Honneur est composé douze équipes, donnant un calendrier de vingt-deux journées.
| Phase aller      | Match 1             | Match 2               | Match 3             | Match 4               | Match 5             | Match 6                  | Phase retour    |
| ---------------- | ------------------- | --------------------- | ------------------- | --------------------- | ------------------- | ------------------------ | --------------- |
| 8 octobre 1967   | W.O.R. / J.S.K.     | C.R.E.H. / H.A.C.     | O.M. / M.S.C.       | A.S.P.T.T. / S.C.A.F. | U.S.M.M.C. / W.A.B. | O.M.S.E. / O.M.          | 11 février 1968 |
| 15 octobre 1967  | M.S.C. / W.O.R.     | O.M. / A.S.O.         | W.A.B. / O.M.S.E.   | S.C.A.F. / U.S.M.M.C. | H.A.C. / A.S.P.T.T. | J.S.K. / C.R.E.H.        | 18 février 1968 |
| 29 octobre 1967  | W.O.R. / C.R.E.H.   | A.S.P.T.T. / J.S.K.   | U.S.M.M.C. / H.A.C. | O.M.S.E. / S.C.A.F.   | A.S.O. / W.A.B.     | M.S.C. / O.M.            | 25 février 1968 |
| 12 novembre 1967 | O.M. / W.O.R.       | W.A.B. / M.S.C.       | S.C.A.F. / A.S.O.   | H.A.C. / O.M.S.E.     | J.S.K. / U.S.M.M.C. | C.R.E.H. / A.S.P.T.T.    | 3 mars 1968     |
| 26 novembre 1967 | W.O.R. / A.S.P.T.T. | U.S.M.M.C. / C.R.E.H. | O.M.S.E. / J.S.K.   | A.S.O. / H.A.C.       | M.S.C. / S.C.A.F.   | O.M. / W.A.B.            | 17 mars 1968    |
| 3 décembre 1967  | W.O.R. / W.A.B.     | S.C.A.F. / O.M.       | H.A.C. / M.S.C.     | J.S.K. / A.S.O.       | C.R.E.H. / O.M.S.E. | A.S.P.T.T. / U.S.M.M.C.. | 24 mars 1968    |
| 17 décembre 1967 | U.S.M.M.C. / W.O.R. | O.M.S.E. / A.S.P.T.T. | A.S.O. / C.R.E.H.   | M.S.C. / J.S.K.       | O.M. / H.A.C.       | W.A.B. / S.C.A.F.        | 31 mars 1968    |
| 31 décembre 1967 | W.O.R. / S.C.A.F.   | H.A.C. / W.A.B.       | J.S.K. / O.M.       | C.R.E.H. / M.S.C.     | A.S.P.T.T. / A.S.O. | U.S.M.M.C / O.M.S.E.     | 7 avril 1968    |
| 14 janvier 1968  | O.M.S.E. / W.O.R.   | A.S.O. / U.S.M.M.C.   | M.S.C. / A.S.P.T.T. | O.M. / C.R.E.H.       | W.A.B. / J.S.K.     | S.C.A.F. / H.A.C.        | 21 avril 1968   |
| 21 janvier 1968  | W.O.R. / H.A.C.     | J.S.K. / S.C.A.F.     | C.R.E.H. / W.A.B.   | A.S.P.T.T. / O.M.     | U.S.M.M.C. / M.S.C. | O.M.S.E. / A.S.O.        | 28 avril 1968   |
| 28 janvier 1968  | A.S.O. / W.O.R.     | M.S.C. / O.M.S.E.     | O.M. / U.S.M.M.C.   | W.A.B. / A.S.P.T.T.   | S.C.A.F. / C.R.E.H. | H.A.C. / J.S.K.          | 12 mai 1968     |

LA JS Kabylie débutera donc son premier match officiel de la saison face à l'équipe du WO Rouïba à Rouïba.

### Phase Aller du groupe centre
| Dates            | Journées    | Adversaires     | Lieux des rencontres             | Scores | Buts JSK               | Références           |
| ---------------- | ----------- | --------------- | -------------------------------- | ------ | ---------------------- | -------------------- |
| 8 octobre 1967   | 1re journée | WO Rouïba       | Stade de Rouïba (Rouïba)         | 1-1    | ??                     | [ Rapport match 1 ]  |
| 15 octobre 1967  | 2e journée  | CR El Harrach   | Stade Oukil Ramdane (Tizi Ouzou) | 4-1    | ?? , ?? , , ??         | [ Rapport match 2 ]  |
| 29 octobre 1967  | 3e journée  | ASPTT Alger     | Stade Omar Hamadi (Alger)        | 1-2    | ?? , ??                | [ Rapport match 3 ]  |
| 12 novembre 1967 | 4e journée  | USM El Harrach  | Stade Oukil Ramdane (Tizi Ouzou) | 4-1    | ?? , ?? , ?? , ??      | [ Rapport match 4 ]  |
| 26 novembre 1967 | 5e journée  | OM Saint-Eugène | Stade Omar Hamadi (Bologhine)    | 0-2    | ?? , ??                | [ Rapport match 5 ]  |
| 3 décembre 1967  | 6e journée  | AS Orléansville | Stade Oukil Ramdane (Tizi Ouzou) | 1-0    | ??                     | [ Rapport match 6 ]  |
| 17 décembre 1967 | 7e journée  | MS Cherchell    | Stade de Cherchell (Cherchell)   | 0-2    | ?? , ??                | [ Rapport match 7 ]  |
| 31 décembre 1967 | 8e journée  | O Médéa         | Stade Oukil Ramdane (Tizi Ouzou) | 3-1    | ?? , ?? , ??           | [ Rapport match 8 ]  |
| 14 janvier 1968  | 9e journée  | WA Boufarik     | Stade Mohamed Reggaz (Boufarik)  | 3-1    | ??                     | [ Rapport match 9 ]  |
| 21 janvier 1968  | 10e journée | SC Affreville   | Stade Oukil Ramdane (Tizi Ouzou) | 5-1    | ?? , ?? , ?? , ?? , ?? | [ Rapport match 10 ] |
| 28 janvier 1968  | 11e journée | Hydra AC        | Stade de Hydra (Hydra)           | 0-3    | ?? , ?? , ??           | [ Rapport match 11 ] |

### Classement à la trêve hivernal
À l'issue de la première partie de saison, la JS Kabylie est leader du Groupe Centre de la Division Honneur grâce à une série impressionnante de sept victoires consécutives qui suivit le nul de la première journée. Son poursuivant n'est autre que le WA Boufarik seul club à l'avoir battu durant cette première partie de championnat.
Dans le bas du tableau deux équipes se tiennent en un point que sont le CR El Harrach et l'OM Saint-Eugène, occupant les deux dernières places du classement, pour rappel le dernier du classement rétrogradera en Première division de la Ligue Alger, soit le quatrième niveau dans la hiérarchisation du football algérien de cette époque.
Le classement est établi sur le barème de points suivant : victoire à 3 points, match nul à 2 et défaite à 1 point.
| Rang | Équipe            | Pts | J  | G | N | P | Bp | Bc | Diff |
| ---- | ----------------- | --- | -- | - | - | - | -- | -- | ---- |
| 1    | JS Kabylie        | 30  | 11 | 9 | 1 | 1 | 28 | 9  | +19  |
| 2    | WA Boufarik       | 28  | 11 | 7 | 3 | 1 |    |    |      |
| 3    | O Médéa           | 26  | 11 | 6 | 3 | 2 |    |    |      |
| 4    | AS Orléansville   | 24  | 11 | 5 | 3 | 3 |    |    |      |
| 5    | WO Rouïba         | 22  | 11 | 4 | 3 | 4 |    |    |      |
| 6    | MS Cherchell      | 22  | 11 | 4 | 3 | 4 |    |    |      |
| 7    | USM Maison-Carrée | 22  | 11 | 4 | 3 | 4 |    |    |      |
| 8    | SC Affreville     | 21  | 11 | 4 | 2 | 5 |    |    |      |
| 9    | ASPTT Alger       | 21  | 11 | 3 | 4 | 4 |    |    |      |
| 10   | Hydra AC          | 18  | 11 | 2 | 3 | 6 |    |    |      |
| 11   | CR El Harrach     | 16  | 11 | 0 | 5 | 6 |    |    |      |
| 12   | OM Saint-Eugène   | 15  | 11 | 1 | 2 | 8 |    |    |      |

- Champion de National II

- Relégué

### Phase retour du groupe centre
| Dates           | Journées    | Adversaires      | Lieux des rencontres                           | Scores | Buts JSK          | Références           |
| --------------- | ----------- | ---------------- | ---------------------------------------------- | ------ | ----------------- | -------------------- |
| 11 février 1968 | 12e journée | WO Rouïba        | Stade Oukil Ramdane (Tizi Ouzou)               | 1-0    | ??                | [ Rapport match 12 ] |
| 18 février 1968 | 13e journée | CR El Harrach    | Stade du 1er-Novembre-1954 (El Harrach)        | 0-3    | ?? , ?? , ??      | [ Rapport match 13 ] |
| 25 février 1968 | 14e journée | ASPTT Alger      | Stade Oukil Ramdane (Tizi Ouzou)               | 1-2    | ?? , ??           | [ Rapport match 14 ] |
| 3 mars 1968     | 15e journée | USM Maison-Carée | Stade Oukil Ramdane (Tizi Ouzou)               | 3-0    | ?? , ?? , ??      | [ Rapport match 15 ] |
| 17 mars 1968    | 16e journée | AS Orléansville  | Stade de El Asnam (El Asnam)                   | 2-2    | ?? , ??           | [ Rapport match 16 ] |
| 24 mars 1968    | 17e journée | OM Saint-Eugène  | Stade Oukil Ramdane (Tizi Ouzou)               | 3-0    | ?? , ?? , ??      | [ Rapport match 17 ] |
| 31 mars 1968    | 18e journée | MS Cherchell     | Stade Oukil Ramdane (Tizi Ouzou)               | 2-0    | ?? , ??           | [ Rapport match 18 ] |
| 7 avril 1968    | 19e journée | O Médéa          | Stade Imem Lyes (Médéa)                        | 0-1    | ??                | [ Rapport match 19 ] |
| 21 avril 1968   | 20e journée | WA Boufarik      | Stade Oukil Ramdane (Tizi Ouzou)               | 1-0    | ??                | [ Rapport match 20 ] |
| 28 avril 1968   | 21e journée | SC Affreville    | Stade de Khémis El-Khechna (Khemis El-Khechna) | 2-1    | ??                | [ Rapport match 21 ] |
| 12 mai 1968     | 22e journée | Hydra AC         | Stade Oukil Ramdane (Tizi Ouzou)               | 4-0    | ?? , ?? , ?? , ?? | [ Rapport match 22 ] |

### Classement final
À l'issue de cette deuxième partie de saison, la JS Kabylie qui était leader du Groupe Centre de la Division Honneur à la trêve remporte finalement le titre de champion. Ce succès lui permet d'accéder en National II, l'antichambre de l'élite. Son plus sérieux poursuivant et rival, le WA Boufarik finit lui au deuxième rang à dix points.
Dans le bas du tableau le CR El Harrach et l'OM Saint-Eugène qui étaient en difficultés durant la première partie de saison en occupant les deux derniers rang du classement se sauvent au grand malheur du Hydra AC qui finit lui dernier du classement à l'issue de la saison et donc rétrograde en Première division de la Ligue Alger.
Le classement est établi sur le barème de points suivant : victoire à 3 points, match nul à 2 et défaite à 1 point.
| Rang | Équipe            | Pts | J  | G  | N | P  | Bp | Bc | Diff |
| ---- | ----------------- | --- | -- | -- | - | -- | -- | -- | ---- |
| 1    | JS Kabylie        | 60  | 22 | 18 | 2 | 2  | 50 | 11 | +39  |
| 2    | WA Boufarik       | 50  | 22 | 11 | 6 | 5  |    |    |      |
| 3    | AS Orléansville   | 48  | 22 | 10 | 6 | 6  |    |    |      |
| 4    | MS Cherchell      | 46  | 22 | 10 | 4 | 8  |    |    |      |
| 5    | O Médéa           | 46  | 22 | 9  | 6 | 7  |    |    |      |
| 6    | SC Affreville     | 42  | 22 | 8  | 4 | 10 |    |    |      |
| 7    | WO Rouïba         | 42  | 22 | 8  | 4 | 10 |    |    |      |
| 8    | ASPTT Alger       | 41  | 22 | 6  | 7 | 9  |    |    |      |
| 9    | USM Maison-Carrée | 40  | 22 | 6  | 6 | 10 |    |    |      |
| 10   | CR El Harrach     | 39  | 22 | 5  | 7 | 10 |    |    |      |
| 11   | OM Saint-Eugène   | 37  | 22 | 5  | 5 | 12 |    |    |      |
| 12   | Hydra AC          | 33  | 22 | 4  | 5 | 13 |    |    |      |

- Champion de National II

- Relégué

## Coupe d'Algérie 1967-1968
| Dates | Tours           | Adversaires  | Lieux des rencontres            | Scores | Buts JSK | Références |
| ----- | --------------- | ------------ | ------------------------------- | ------ | -------- | ---------- |
| 1967  | 1/64e de finale | US Oued Smar |                                 | 6-1    |          |            |
| 1967  | 1/32e de finale | El Asnam SO  | Stade des Frères Brakni (Blida) | 3-1    |          |            |
| 1967  | 1/16e de finale | CR Belcourt  |                                 | 3-0    |          |            |

## Buteurs
| Joueurs       | Championnat | Coupe d'Algérie | Total |
| ------------- | ----------- | --------------- | ----- |
| Arezki Kouffi | 25          | 0               | 25    |
|               |             |                 |       |
|               |             |                 |       |
|               |             |                 |       |
|               |             |                 |       |
| Total         | 25          | 0               | 25    |

## Voir également
- Jeunesse sportive de Kabylie